# 潮连
潮連，亦稱潮連島或江門人才島。位於江門市蓬江區以東，西江幹流上的江心綠島。是蓬江區內最大的離島，總面積12平方公里。島内自然資源豐富，拥有蓬江區內唯一的海灘。同時也是候鳥栖息地之一。潮连街道辦事處是島內的街道辦事處/咨詢中心。

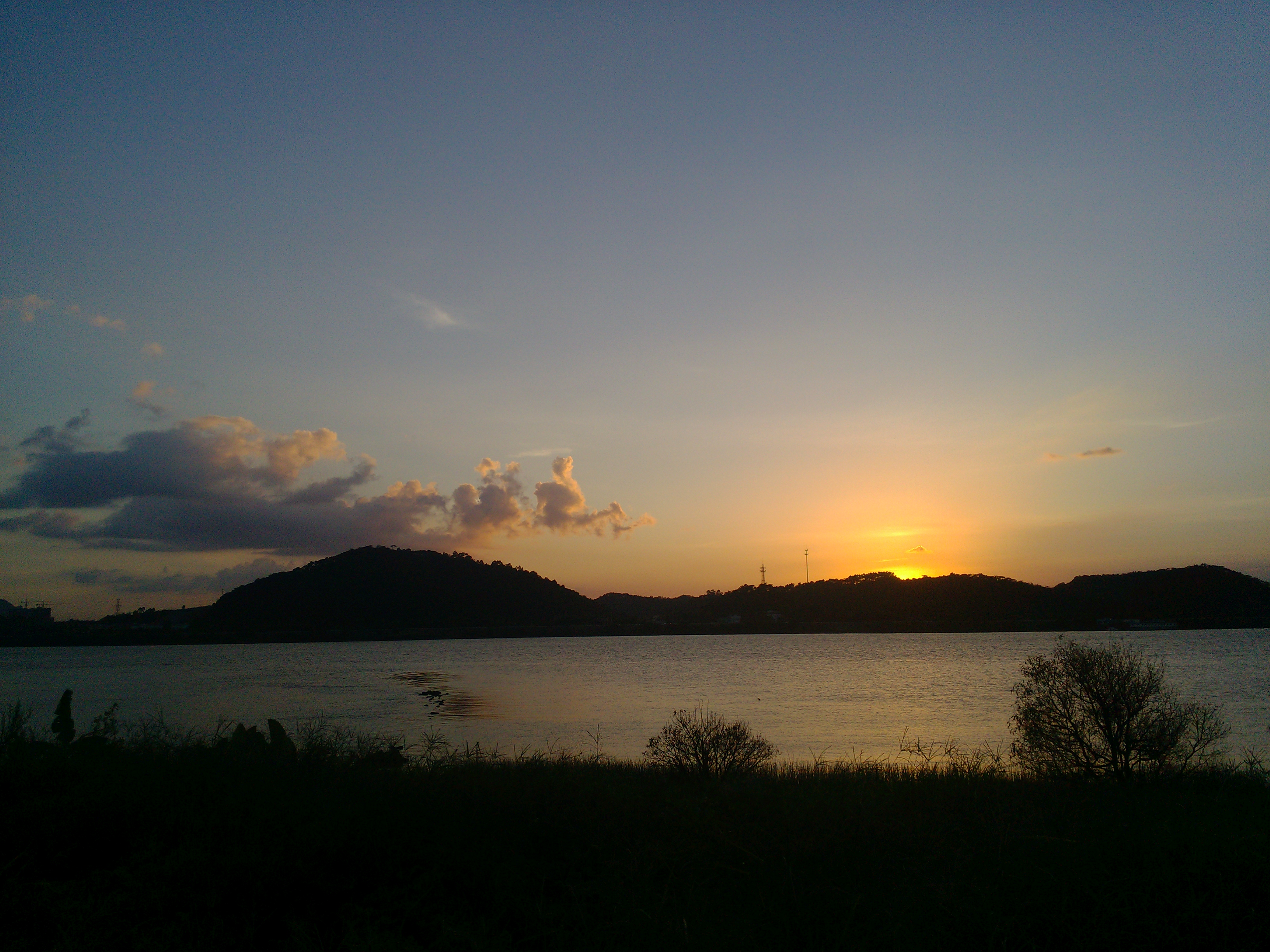
潮连岛景

## 歷史
北宋開寶五年（972年），《新會縣區域一覽》便有潮連，當時已有居住。稱潮連山。
潮連歷代先民飽受水患之苦。翻開《潮連志》「自然災害」篇章，從嘉靖十五年（1536年）至2005年，這四百多年間，因颱風、洪澇等自然災害對島內農業生產、居民生活造成重大影響的記載多達39次。
據《潮連鄉志》記載，潮連初辟，多為灘涂，地廣人稀。北宋初年（972年）已有漢族人定居。據聞是由于此島四面環水而潮汐相連，故称潮連。
南宋時期，盧氏、陳氏、李氏、區式和潘氏五姓族人由廣東韶關南雄珠璣巷遷徙而來。南宋嘉定六年（1213年）設有「潮連寨」（見《宋會要輯稿》）。
元朝也設有「潮連寨」，同時也有巡檢官一名。
明、清兩朝設立潮連巡檢司。
民國初年，潮門古渡是遠近聞名的交通要地（相當於交通樞紐），曾是廣東第二大埠頭。（今洪聖公園存有遺址）
1990年，開始計劃興建潮連大橋。1996年4月，潮連大橋建成通車。一座千年孤島迎來了全新的發展。大橋收費站随大橋開通而啓用，後來於2016年停止收費後，直至2019年才拆除。
2022年，完成潮連大橋加固工程。

## 教育

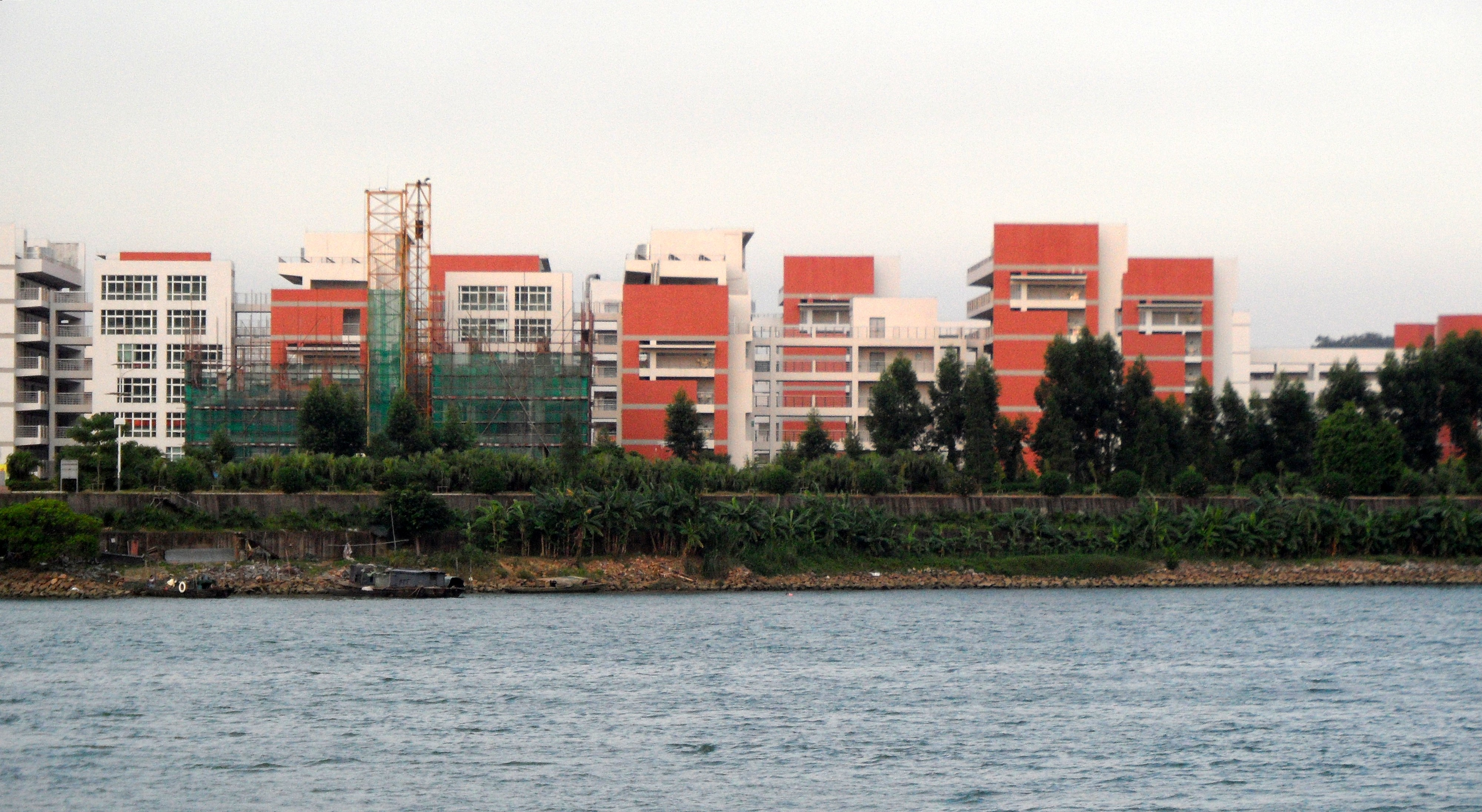
江门职业技术学院

- 广东邮电职业技术学院
- 江門市技師學院（潮連校區）[3]
- 江門職業技術學院（潮連）
- 潮连中心學校

## 科創與大數據
2019年8月30日，腾讯集团与江门市蓬江区人民政府签署合作协议。

2019年9月，江门职业技术学院与华为技术有限公司签订了合作协议。

人才公寓工程正在進行，科技產業園（一期）J、E棟建築基本完成，預計2020年8月底完工，科創中心預計明年9月全面竣工。
- 騰訊「WeCity—未來城市」智慧城市展示中心（已投入使用）[5]
- 廣東省科學院江門產業技術研究院[6]

## 交通
潮連大橋

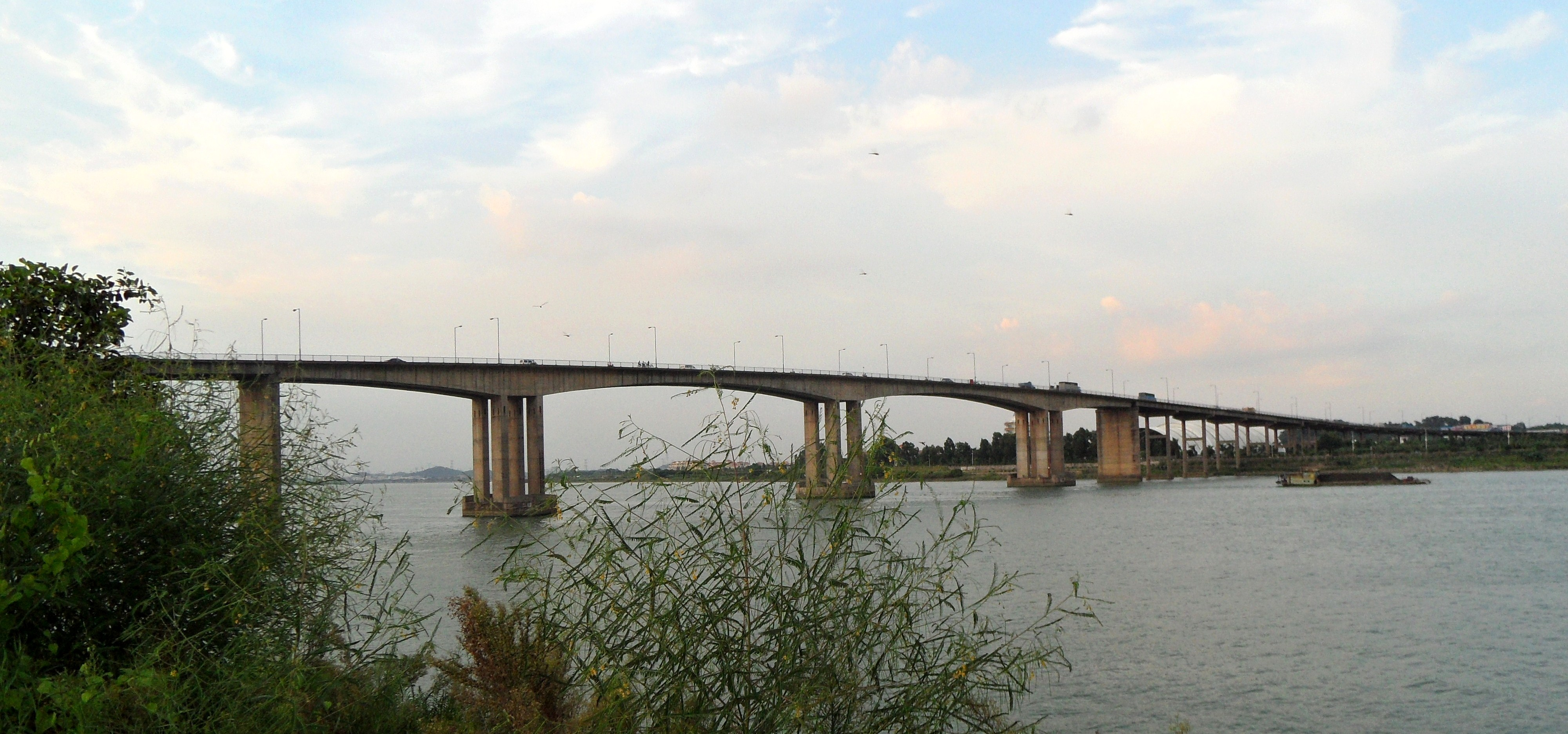
潮连大桥

在潮連大橋建成之前，潮連島內居民主要的交通工具是渡輪于江門河往返市區。大橋的落成為後來的經濟騰飛奠定了重要基礎。島內已有多條巴士線路覆蓋。

### 公路
潮連大道是島內的主幹道，全長8公里（含輔道1.2公里）。起於潮連大橋出口處，途經廣佛江珠高速公路潮連收費站，終於環島南路。
環島路是島内最長幹道，全長36.8公里，全路分別設有東、南、西、北四段，由環島路西（潮連大橋脚）出發，最終回到環島路西（潮連大橋脚），剛好圍繞小島一圈。環島路有別于潮連大道，全路以貫通島上各個觀光景點為主線。

### 公共交通
| 编号 | 编号 | 线路                       | 线路 | 线路                     | 收费  | 运营商            | 备注                                     |
| ---- | ---- | -------------------------- | ---- | ------------------------ | ----- | ----------------- | ---------------------------------------- |
|      | 2    | 白沙                       | ⇆    | 潮连车站                 | 2.5元 | 公汽一分 公汽四分 | 上课日部分班次绕经江门技师学院           |
|      | 11   | 江门汽车总站               | ⇆    | 潮连车站                 | 2元   | 公汽四分          | 定时班车；上课日部分班次绕经江门技师学院 |
|      | 45   | 潮连车站                   | ⇆    | 市口腔医院（胜利大桥北） | 2元   | 公汽四分          | 上课日部分班次绕经江门技师学院           |
|      | 47   | 潮连车站                   | ⇆    | 博皇家具                 | 2元   | 公汽四分          | 上课日部分班次绕经江门技师学院           |
|      | 51   | 城轨江门东站（江海客运站） | ⇆    | 江门技师学院             | 3元   | 公汽二分          |                                          |

位於潮連大道的潮連車站，每天有5條公交線路往返於市區和潮連島。

註：W48、W49、W50為島內線。專線環島1號線（潮連車站-科創中心-科技產業園-潮連車站）。江107、江119途經。

### 高速公路
- 广佛江高速公路

### 航空
- 广东启行通用航空有限公司（和机场）

### 碼頭
- 南昌貨運碼頭（潮連）

## 景點

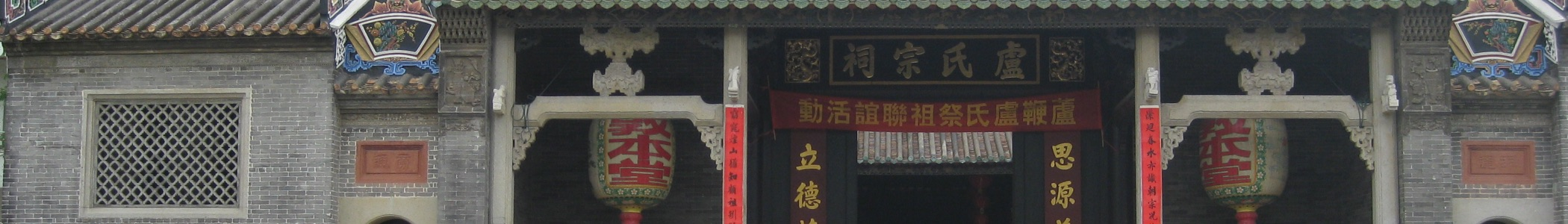
卢氏宗祠

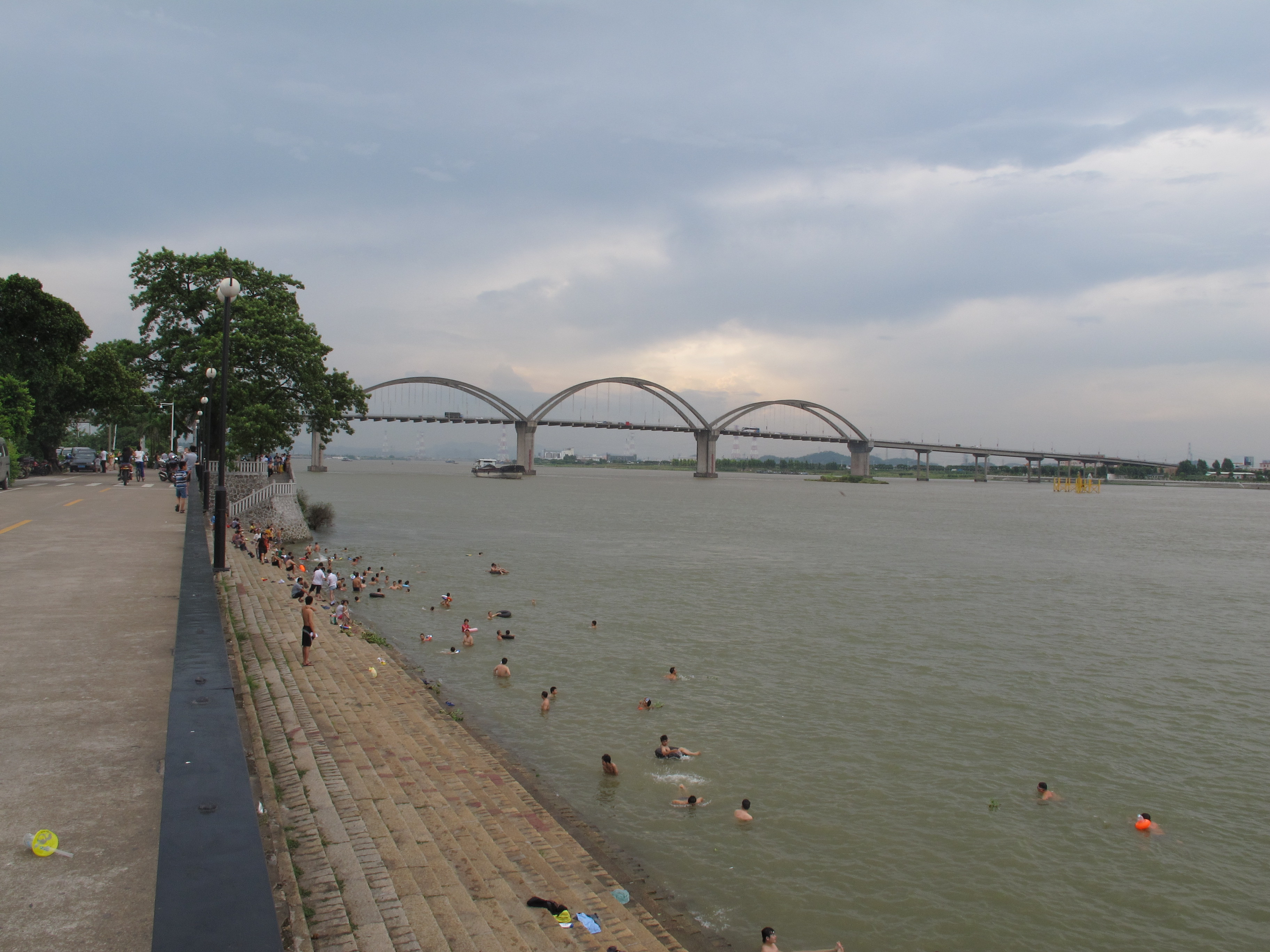
潮門古渡遺址

西江江畔上的潮連島拥有豐富的自然資源，有森林、海灘、濕地、廟宇及為數甚多的宗祠。
- 潮连洪圣公园
- 潮連沙灘（公園）
- 潮連珍珠海灘
- 潮連特成沙公園
- 小海河濕地公園
- 潮頭中央公園
- 潮門古渡遺址
- 芝山纱龙文化中心
- 盧邊盧氏宗祠
- 舜舉李公祠
- 名宦家廟

## 通訊
主要營運商為島內提供服務：
- 中國移動
- 中國聯通
- 中國電信

## 醫療
位於潮連大道的潮連醫院為島內唯一的醫院。

## 文化
- 洪聖廟會

始于明朝万历二十八年（1600年），每年農曆二月十三日是潮連洪聖龍王誕辰（據《潮連志》記載），賀誕活動由明朝傳承至今有四百多年，形成了一系列習俗和儀式。2018年，洪聖廟會入選廣東省非物質文化遺產。
- 芝山紗龍

芝山紗龍是潮連古老的民間藝術，始於南宋，距今已有700多年歷史，紗龍全長約57米，共24節，用鋼絲、紗紙、紗布、木板、竹條等紮成。2015年列入江門市市級非物質文化遺產名錄。芝山纱龙文化中心占地面积600多平方米，設芝山纱龙的历史长廊、实物展厅等。